# Legge 18 aprile 1962, n. 167
La legge 18 aprile 1962, n. 167 è una legge della Repubblica Italiana contenente disposizioni nel campo dell'urbanistica in Italia, in particolare nella materia dell'edilizia residenziale pubblica.

## Storia
Emanata durante il governo Fanfani IV, fu voluta dal Ministro per i lavori pubblici Fiorentino Sullo, che in realtà si proponeva di realizzare un più ampio progetto di riforma dell'urbanistica in Italia, progetto che non andò in porto per via dell'avversione del suo stesso partito, la Democrazia Cristiana.
Successivamente la politica in tema di edilizia popolare mutò, in virtù della legge 6 agosto 1967, n. 765 che estese l'obbligo di licenza edilizia a tutto il territorio comunale, e introdusse nuovi limiti agli indici di edificabilità, e del relativo decreto ministeriale 2 aprile 1968, n. 1444. Infine la norma del 1967 fu radicalmente alterata dalla legge 22 ottobre 1971 n. 865, che modificò ulteriormente anche l'istituto dell'espropriazione per pubblica utilità.

## Contenuti
La legge si poneva di contrastare la speculazione fondiaria e di pianificare lo sviluppo edilizio con i piani di zona, che vincolavano porzioni di territorio da destinare all'edilizia residenziale economica o popolare e ai relativi servizi complementari annessi. La norma rese, per la prima volta, utilizzabile l'espropriazione per pubblica utilità non solo per requisire i terreni destinati a interventi pubblici, e veniva stabilita un'indennità di esproprio inferiore al valore di mercato, fissata al valore che le aree avevano sul mercato due anni prima dell'adozione del piano PEEP. 
Nelle intenzioni, ciò avrebbe dovuto consentire ai comuni, agli IACP e ai costruttori di case popolari - cui potevano essere assegnati i terreni edificabili - di acquisire a un costo relativamente contenuto aree più centrali e di dotarle di tutti i servizi sociali necessari, che dovevano essere previsti nello stesso piano di zona. Si prevedeva, infine, di innescare un processo di finanziamento a rotazione: i comuni, ottenendo i terreni a basso prezzo e rivendendoli (una volta urbanizzati) agli assegnatari pubblici e privati, avrebbero potuto ricavare fondi da reinvestire in acquisto di altre aree e in costruzione di servizi.